# Acequinocyl
Acequinocyl ist eine chemische Verbindung aus der Gruppe der Carbonsäureester, genauer der 1,4-Naphthochinone.

## Eigenschaften
Acequinocyl ist ein gelber Feststoff mit charakteristischem Geruch, der praktisch unlöslich in Wasser ist.

## Verwendung
Acequinocyl wird als Akarizid im Obstanbau verwendet. Es wirkt als Inhibitor des mitochondrialen Elektronentransports im Komplex III und wurde 2008 in Deutschland zugelassen.

## Zulassung
Eine Entscheidung der EU über die Zulassung von Acequinocyl als Pflanzenschutzwirkstoff steht noch aus, die Mitgliedsstaaten dürfen jedoch vorläufige Zulassungen erteilen.
In Deutschland, Österreich und der Schweiz sind Pflanzenschutzmittel (zum Beispiel Kanemite) mit diesem Wirkstoff zugelassen.